# Cynoscion nothus
Cynoscion nothus är en fiskart som först beskrevs av John Edwards Holbrook, 1848.  Cynoscion nothus ingår i släktet Cynoscion och familjen havsgösfiskar. Inga underarter finns listade i Catalogue of Life.